# Monika Augustin-Vogel
Monika Augustin-Vogel (* 31. März 1981) ist eine Schweizer Leichtathletin, spezialisiert auf den Mittelstreckenlauf.
Augustin-Vogel startet für die LAR TV Windisch und ist mehrfache Schweizer Meisterin im 800- und 1500-Meter-Lauf.

## Erfolge
- 2006: Schweizer Meisterin 1500-Meter-Lauf
- 2007: 3. Rang Schweizer Meisterschaften 1500-Meter-Lauf
- 2008: Schweizer Meisterin 800-Meter-Lauf
- 2009: Schweizer Meisterin 800-Meter-Lauf und 1500-Meter-Lauf; 4. Rang 1500-Meter-Lauf und 5. Rang 800-Meter-Lauf Jeux de la Francophonie
- 2010: Schweizer Meisterin 800-Meter-Lauf
- 2011: Schweizer Meisterin 1500-Meter-Lauf

## Persönliche Bestleistungen
- 400-Meter-Lauf: 56,40 s, 28. Juni 2009 in La Chaux-de-Fonds
- 800-Meter-Lauf: 2:05,33 min, 20. Juni 2009 in Bergen
- 1500-Meter-Lauf: 4:20,23 min, 15. Juli 2009 in Luzern

| Personendaten    | Personendaten            |
| ---------------- | ------------------------ |
| NAME             | Augustin-Vogel, Monika   |
| KURZBESCHREIBUNG | Schweizer Leichtathletin |
| GEBURTSDATUM     | 31. März 1981            |